# 529 î.Hr.
Milenii: Mileniul al II-lea î.Hr. - Mileniul I î.Hr. - Mileniul I
Secole: Secolul al VII-lea î.Hr. - Secolul al VI-lea î.Hr. - Secolul al V-lea î.Hr.
Decenii: Anii 600î.Hr. Anii 590.Hr. Anii 580.Hr. Anii 570 î.Hr. Anii 560 î.Hr. - Anii 550 î.Hr. - Anii 540 î.Hr. Anii 530 î.Hr. Anii 520 î.Hr. Anii 510 î.Hr. Anii 500 î.Hr.
Ani: 520 î.Hr. 529 î.Hr. 528 î.Hr. 527 î.Hr. 526 î.Hr. - 525 î.Hr. - 524 î.Hr. 523 î.Hr. 522 î.Hr. 521 î.Hr. 520 î.Hr.